# José Diego Álvarez
José Diego Álvarez (ur. 21 listopada 1954 w Monforte de Lemos) – hiszpański piłkarz występujący podczas kariery zawodniczej na pozycji pomocnika. Uczestnik  Euro 1980 rozgrywanych we Włoszech.
Był wieloletnim graczem Realu Sociedad, w którym występował przez przeszło 11 lat.

## Sukcesy

### Real Sociedad
- Primera División (2): 1981, 1982
- Superpuchar Hiszpanii (1): 1982